# Telur

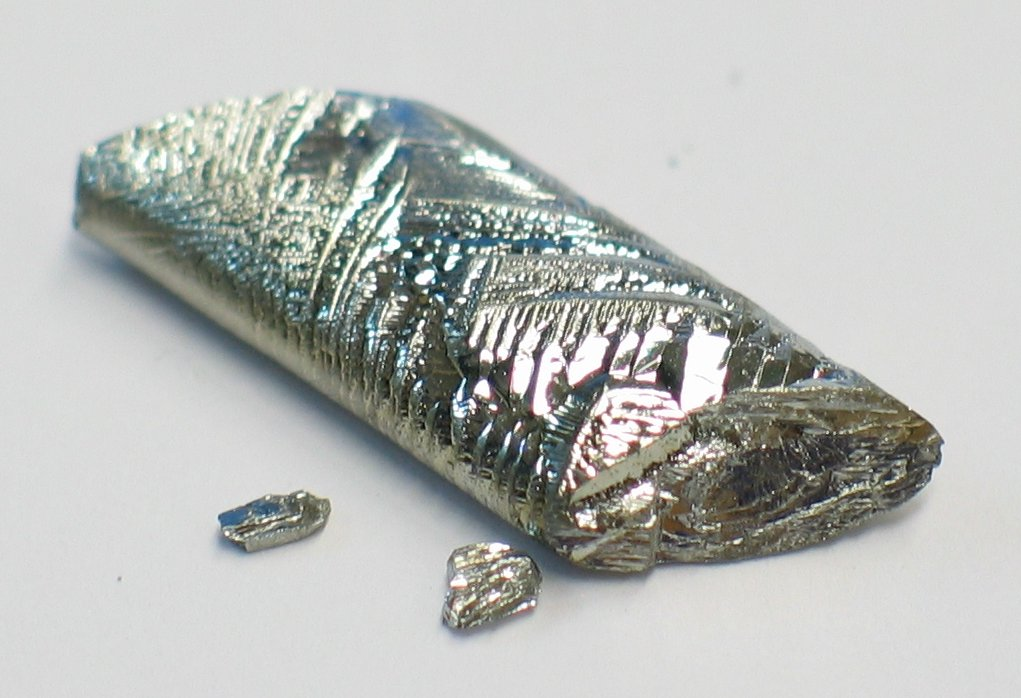
Telur

Telurul (latinescul tellus înseamnă "pământ") este un element chimic cu simbolul Te și numărul atomic 52.

## Istorie
Telurul a fost descoperit în 1782 d.Hr. în minereul de aur de la minele din Zlatna, pe teritoriul actual al României (atunci în Imperiul habsburgic), de către mineralogul austriac Franz-Joseph Müller von Reichenstein. Telurul a fost studiat însă abia în 1798, de către chimistul german Martin Heinrich Klaproth, același care a descoperit uraniul, zirconiul și ceriul.

## Răspândire
Telurul este un element relativ rar, iar conținutul din acest nemetal al scoarței terestre este de 1·10−7 la sută. Telurul poate fi găsit în minereurile de aur ale Transilvaniei, unde se întâlnește în compuși ca telururi de aur, argint, mercur, nichel, cupru, bismut, platină, etc.
În afară de România (Transilvania), telurul se mai găsește în S.U.A. (Colorado), Australia, Canada etc.

## Compuși
Telurul este relativ rar și este de obicei întâlnit în combinație cu alte elemente (aur). Tocmai datorită rarității, în stare pură, telurul este foarte scump. Procedeul de separare a telurului de metale precum aurul este foarte dăunător mediului înconjurător. 
Exemple de telururi:
hessit (Ag2Te), petzit [(Ag, Au)2Te], muthmannit [(Ag, Au)]Te], silvanit [(Ag, Au)Te2], tetradimit (Bi2Te2), coloradoit (HgTe), altait (PbTe), nagyagit, ce conține aur, telur, plumb, stibiu și sulf.
Alți compuși pot fi mineralele sulfuroase de fier, plumb, zinc, cupru și alte seleniuri.
Acizii telurului și anhidrida teluroasă (TeO2) sunt compuși slabi;

### Acizii telurului
- H2Te- acidul telurhidric
- H2TeO3 - acidul teluros
- H6TeO6 - acidul teluric

## Proprietăți fizico-chimice
Telurul este un semi-metal de culoare alb-argintie cu structură cristalină hexagonală, cu duritatea de 2,3, foarte sfărâmicios, cu greutatea specifică 6,23.
Forma amorfă, prezentă sub formă de pulbere neagră, cu greutatea specifică 5,82 se caracterizează numai prin finețea particulelor.
Vaporii de telur au culoarea galben-aurie și molecula diatomică.
Telurul formează soluții coloidale de culoare albastră-verzuie-închisă, albastră sau violetă și brună.
În apă, sulfură de carbon și în alți dizolvanți, telurul este greu solubil. La cald, telurul reacționează foarte lent cu apa, astfel:
Te+2H2O=TeO2+H2O
Acidul sulfuric concentrat și fumans, în lipsa apei, dizolvă rece telurul cu formare de lichid roșu-carmin, care separă telurul elementar prin diluare.
Prin încălzirea puternică a telurului în curent de oxigen sau aer, se observă aprinderea și arderea telurului cu flacără albastră-verzuie și formarea fumului alb de anhidridă teluroasă. Telurul joacă rol de combustibil alături de oxigen, clor, brom și iod (la fel ca sulful și seleniul).
Vaporii de telur, antrenați de un curent de azot peste lame de argint sau cupru, încălzite, dau telururi cristaline. 
Telurul se dizolvă la rece în acidul azotic diluat (cu greutatea specifică 1,20), din care cu timpul separă TeO2 precipitat alb. Reacția de mai jos indică comportarea telurului față de alcalii prin încălzire sau prin răcire;
3Te+6KOH<=>2K2Te+K2TeO3+3H2O
Combinațiile telurului, încălzite pe baghetă de MgO, se reduc la telur elementar, care, poate fi prins de fundul unei capsule reci.
Compușii telurului sunt mai puțin toxici decât ai seleniului; în organism, se reduc la telur elementar, care se elimină sub formă de produși organici ce au miros specific de usturoi.

## Preparare
Materialul pentru obținerea telurului în mod industrial este nămolul anodic, de la rafinarea electrolitică a cuprului, glazurile de rafinarea plumbului și argintului, nămolul camerelor de plumb și impuritățile reținute în instalațiile de filtrare de la fabricile de acid sulfuric.
În laborator se poate obține telur elementar în eprubete, baloane sau diferite pahare, prin reducerea anionului teluros și teluric cu diferiți reducători.

## Protecție
Este considerat a fi de toxicitate relativ redusă, însă se recomanda evitarea expunerii îndelungate la telur, în special evitarea expunerii inhalatorii.
Acidul teluric și acidul teluros sunt acizi slabi.

## Utilizare
Telurul elementar se folosește la obținerea de aliaje, în industria oțelului, în industria cablurilor de plumb (unde are rolul de a mări rezistența și elasticitatea lor), la vulcanizarea cauciucului, în industria sticlei și în industria ceramică. 
Combinații de telur se folosesc în fotografie și ca adaosuri la motorină, deoarece accelerează arderea în motoarele cu explozie.
Alte întrebuințări:
- industria energetică (dispozitivele termoelectrice)
- colorarea sticlei [1]și a plasticului
- aliaje metalice (datorită ductilității sale)[2][3]
- fabricare de panouri solare și semiconductori[4]
- învelișul primei bombe atomice a fost realizat din telur
- sinteza chimică [5][6]
- catalizatori [7][8]
- în industria miniera telurul este considerat material rezidual.

Tetraclorura de telur (TeCl4) este utilizată în principal pentru a da o patină produselor din argint.